# Cees van Rootselaar
Cornelis Johannes van Rootselaar, detto Cees (Den Helder, 4 aprile 1966), è un ex cestista e allenatore di pallacanestro olandese.

## Carriera
Con i Paesi Bassi ha disputato due edizioni dei Campionati europei (1987, 1989).

## Palmarès

### Giocatore
- Campionato olandese: 5

Noordkop: 1988-89, 1989-90, 1990-91, 1991-92, 1994-95
- Coppa d'Olanda: 1

Noordkop: 1992